# Guilty Gear Isuka
Guilty Gear Isuka (слово Isuka (яп. 鶍, клёст) произносится приблизительно как «и́ска») — видеоигра из серии двухмерных файтингов Guilty Gear, разработанная компанией Arc System Works. Игра была выпущена в Японии на аркадных автоматах в 2003 году, затем вышла в Японии и США на некоторых игровых приставках и персональных компьютерах. В России и СНГ европейскую версию игры для ПК распространяет компания «Новый диск».
Guilty Gear Isuka, как и все остальные игры серии, является файтингом, где игроку требуется выбрать себе персонажа из списка и сразиться с противником из числа тех же персонажей. Однако в отличие от всех предыдущих игр, ориентированных на бой между двумя оппонентами, Isuka даёт возможность сражаться и трём, и четырём игрокам на одной арене в любых комбинациях: двое на одного, трое на одного, двое на двое и каждый сам за себя. Кроме того, в игре имеется два боевых плана (линии) вместо одного, между которыми можно перемещаться, а разворот лицом к противнику выполняется не автоматически, а вручную. Это обусловлено тем, что у игрока может быть много оппонентов, и находиться они могут с разных сторон.
Критики приняли игру довольно прохладно, заявив, что, хотя Isuka содержит несколько оригинальных идей, реализованы они не лучшим образом. Основные нарекания вызвала как раз необходимость выполнять разворот вручную, которая присутствовала не только в боях трёх или четырёх игроков, но и в стандартных для файтингов сражениях один на один. Многие сочли, что это неудобно, а при игре против компьютера — ещё и сложно, поскольку компьютерные противники выполняют этот манёвр быстрее. Наличие двух боевых планов обозревателей тоже не порадовало, так как в игре весьма трудно различить, кто из персонажей на каком плане находится. Кроме того, скорости перемещения и атаки в Isuka остались высокими, как и в предыдущих играх серии, но для одновременного боя четырёх игроков действие стало слишком быстрым, а спецэффекты приёмов, выполняемых персонажами, зачастую перекрывали большую часть экрана, мешая следить за ходом сражения. В целом, Isuka была сочтена хорошей игрой, но сильно уступающей вышедшей незадолго до неё Guilty Gear XX#Reload.

## Игровой процесс
После выбора одного из доступных персонажей игроку предлагается победить в бою противника (или противников), если игроков больше двух и бой командный. Против оппонентов можно использовать удары разной степени мощности, броски и комбинации ударов (комбо), выполняемые движениями джойстика и нажатиями на кнопки управления.
Персонажи могут быть безоружными или иметь холодное оружие, однако оружие в игре не является самостоятельным элементом: его нельзя, например, сломать, бросить или подобрать. Некоторые персонажи способны бросать в оппонента различные предметы или сгустки энергии.
Перед началом боя игрок может выбрать только одного персонажа и не имеет права менять его ни в течение раунда, ни между раундами. Переключаться между персонажами, составляющими команду, нельзя: каждый из них управляется либо другим игроком, либо компьютером.

### Режимы игры
Arcade Mode (Режим аркады) — в этом режиме игрок должен пройти определённое количество раундов, сражаясь с персонажами, управляемыми компьютером, и повышая ранг своего персонажа. Здоровье игрока не восстанавливается между раундами, компьютер может управлять командой сразу из двух оппонентов.
Boost Mode (Расширенный режим) — этот режим напоминает игры жанра «Избей их всех», в которых игроку нужно перемещаться по длинному уровню, сражаясь с несколькими противниками одновременно. Цель — убить всех оппонентов, присутствующих на уровне, который завершается сражением с боссом.
VS — в этом режиме бой может идти между персонажами, управляемыми игроками или компьютером. Число персонажей — от двух до четырёх. Конфигурация боя может быть любой: от сражения командами по двое до режима «каждый сам за себя».
Factory Mode (Режим фабрики) — режим, в котором игрок может настроить одного из персонажей, Робо-Кая Mk. II, «приписав» ему любой приём другого персонажа игры.
Training Mode (Тренировка) — в процессе тренировки где можно задать поведение компьютерного противника и отработать на нём атаки.
Color Edit Mode (Раскраска) — позволяет изменить цвет любой детали костюма персонажа.
Игра не имеет режима, в котором развивается сюжет (в предыдущих играх такой режим назывался «Story Mode»). Смотрите описание сюжета в разделе «Сюжет» статьи Guilty Gear XX.

### Боевая система

Робо-Кай Mk. II и А.Б.А: Робо-Кай приобрёл один из приёмов Джем Курадобери.

Боевая система в Guilty Gear Isuka фактически повторяет систему Guilty Gear XX. Изменения касаются в основном боя более чем двух персонажей одновременно и их перемещения между двумя планами. Концепция управления не изменилась со времён самой первой игры серии, и основными атаками персонажей по-прежнему управляют 4 кнопки: удар рукой (P — Punch), удар ногой (K — Kick), взмах оружием (S — Slash), сильный взмах оружием (HS — Heavy Slash). Три вида прыжков, рывки на земле и в воздухе, бег, броски, энергетическая шкала Tension, специальные и суперприёмы, а также два вида прерываний (Roman Cancel и False Roman Cancel), присутствовавшие в Guilty Gear XX, сохранены в Isuka.
Основными новшествами стали необходимость выполнять разворот к противнику вручную, для чего в игре выделена специальная кнопка, и перемещение между двумя планами, наличие которых даёт дополнительную возможность уклониться от атаки противника: привычным способом нанести ущерб персонажу, находящемуся на другой линии, оппонент не сумеет. Для этого ему придётся либо сначала переместиться на ту же линию, либо выполнить специальную атаку со сменой плана (Line Change Attack). Перемещаться с одного плана на другой можно и в процессе блокирования приёмов противника. Это даёт возможность избежать некоторых комбинаций, заблокировать которые невозможно, но расходует энергетическую шкалу: перемещение с блоком «стоит» 25 % шкалы. Кроме этого, у персонажей есть возможность особой атакой (Line Tobashi Attack) перебросить оппонента на другую линию.

Чипп, Андзи, Байкен и Джем: четыре персонажа на одной арене.

Помимо перемещений и атак, связанных с боевыми планами, Isuka отличается от предыдущих игр правилами, связанными с линейками здоровья персонажей. Если в других играх уменьшение этой линейки до нуля автоматически приводит к проигрышу, то в Isuka проигрыш наступает только в том случае, если у игрока или команды не осталось «душ» (Souls). «Души» изображаются в виде кружков под именами персонажей и тратятся на повторное заполнение иссякшей линейки здоровья игрока. Другое правило регламентирует количество ущерба, причиняемое друг другу членами одной и той же команды. В большинстве случаев здоровье у игрока, по которому попала атака товарища по команде, не убавляется — за исключением боя «двое на одного», когда ущерб от атаки составляет четверть нормального. Однако попавшая атака на короткое время оставляет персонажа беззащитным, что опасно в случае боя с несколькими противниками.
Главным изменением игровой механики по сравнению с Guilty Gear XX является отсутствие в Isuka приёмов, гарантированно убивающих противника при попадании (Instant Kill), которые присутствуют во всех остальных играх серии. Ещё одним новшеством стало игнорирование уровней атак при выполнении специального блокирования, Faultless Defence. Уровни атак в Guilty Gear делятся на верхний и нижний, и от уровня зависит, как нужно блокировать приём: стоя или сидя. Уровни атак учитываются независимо от способа блокирования, однако в Isuka техника Faultless Defence игнорирует эти уровни, так что любую атаку можно блокировать в любом положении. Помимо этого, Isuka ужесточила наказание за чрезмерно оборонительную тактику боя: если раньше игрок рисковал только обнулением энергетической шкалы (Tension), то Isuka добавила к этому максимально заполненную шкалу блокирования (Guard Gauge). Чем больше заполнена эта шкала, тем больший ущерб получает игрок от каждого удара. Мелким изменением в управлении стало отсутствие отдельной кнопки для приёма, поднимающего противника высоко в воздух (Dust). В отличие от Guilty Gear XX, в Isuka и всех остальных играх серии этот приём выполняется одновременным нажатием двух кнопок.

## Персонажи
Состав персонажей в Guilty Gear Isuka не претерпел значительных изменений по сравнению с Guilty Gear XX#Reload. Тем не менее, в консольных версиях игры был представлен один совершенно новый персонаж — А.Б.А, и альтернативная версия одного из старых — Робо-Кай Mk. II. В аркадной версии Isuka, выпущенной в Японии, эти персонажи отсутствовали. Новым боссом игры стал Леопальдон. Кроме того, из игры были убраны секретные персонажи #Reload: Клифф Андерсн и Джастис.
| Сводный рейтинг    | Сводный рейтинг |
| Агрегатор          | Оценка          |
| ------------------ | --------------- |
| GameRankings       | 75,56 %         |
| Metacritic         | 73 %            |
| MobyRank           | 67 %            |
| Иноязычные издания |                 |
| Издание            | Оценка          |
| 1UP.com            | B+ (4+/5)       |
| Famitsu            | 27/40           |
| Game Informer      | 6,75/10         |
| GameRevolution     | B (4/5)         |
| GameSpot           | 6,1/10          |
| GameSpy            | 3/5             |
| IGN                | 7,2/10          |

Основные персонажи:
- Сол Бэдгай (Sol Badguy) — охотник за головами, грубоватый и резкий одиночка.
- Кай Киске (Ky Kiske) — молодой капитан полиции, вечный соперник Сола.
- Мэй (May) — девочка, состоящая в команде воздушных пиратов «Медуза».
- Джонни (Johnny) — капитан воздушных пиратов.
- Чипп Занафф (Chipp Zanuff) — ниндзя американского происхождения, разыскивающий убийц своего учителя.
- Робо-Кай (Robo-Ky) и Робо-Кай Mk. II (Robo-Ky Mk. II) — механические бойцы, сконструированные по образцу Кая Киске. Простого Робо-Кая сделало Бюро Послевоенного Устройства, а MK. II неизвестный учёный.
- Потёмкин (Potemkin) — официальный представитель государства под названием Летучий Контитент Зепп.
- Байкен (Baiken) — однорукая и одноглазая женщина-самурай, стремящаяся отомстить создателю Механизмов.
- Аксель Лоу (Axl Low) — невольный путешественник во времени, перенесённый из XX века в XXII.
- Фауст (Faust) — доктор, вооружённый огромным скальпелем.
- Андзи Мито (Anji Mito) — японец, странствующий по свету в поисках создателя Механизмов.
- Джем Курадобери (Jam Kuradoberi) — владелица ресторана, освоившая несколько восточных боевых искусств.
- Диззи (Dizzy) — дочь Джастис, как и она, являющаяся Механизмом командного типа.[17]
- Тестамент (Testament) — приёмный сын Клиффа Андерсна, подвергшийся магической трансформации и ставший Механизмом.
- Эдди (Eddie) — в прошлом Зато-1, член Синдиката Убийц, обретший власть над собственной тенью и благодаря этому поднявшийся до позиции руководителя Синдиката. Однако разумная тень по имени Эдди лишила своего хозяина рассудка и завладела его телом.
- Миллия Рэйдж (Millia Rage) — женщина, ранее состоявшая в Синдикате.
- Веном (Venom) — член Синдиката, желающий сохранить и расширить его влияние в память о Зато.
- Слэйер (Slayer) — основатель Синдиката, отошедший от дел, но вернувшийся после падения Зато.
- Бриджет (Bridget) — мальчик, которого родители воспитывали как девочку, желающий доказать свою мужественность.
- Заппа (Zappa) — молодой австралиец, одержимый призраками.
- И-Но (I-No) — помощница Того Человека, создателя Механизмов.
- А.Б.А (A.B.A) — искусственная форма жизни, созданная в лаборатории.

Босс: Леопальдон (Leopaldon). Игрок может получить возможность играть за босса, если победит его на определённом уровне в «Arcade Mode».
Секретные персонажи: в качестве них в игре выступают усиленные версии Сола Бэдгая и Кая Киске, а также Дзако-дан (Zako-dan) — команда из трёх бойцов, встречающихся игроку в качестве противников в «Boost Mode».